# Monaco a 2002. évi téli olimpiai játékokon
Monaco az egyesült államokbeli Salt Lake Cityben megrendezett 2002. évi téli olimpiai játékok egyik részt vevő nemzete volt. Az országot az olimpián 1 sportágban 5 sportoló képviselte, akik érmet nem szereztek.

## Bob
Férfi
| Versenyző                                                       | Versenyszám | 1. futam | 1. futam | 2. futam | 2. futam | 3. futam | 3. futam | 4. futam | 4. futam | Összesítés | Összesítés |
| Versenyző                                                       | Versenyszám | Idő      | Hely.    | Idő      | Hely.    | Idő      | Hely.    | Idő      | Hely.    | Idő        | Helyezés   |
| --------------------------------------------------------------- | ----------- | -------- | -------- | -------- | -------- | -------- | -------- | -------- | -------- | ---------- | ---------- |
| Sébastien Gattuso Patrice Servelle                              | Kettes      | 48,37    | 20.      | 48,56    | 25.      | 48,43    | 20.      | 48,76    | 27.*     | 3:14,12    | 22.*       |
| Albert Grimaldi Charles Oula Sébastien Gattuso Patrice Servelle | Négyes      | 47,82    | 25.      | 48,02    | 25.      | 52,44    | 30.      | 48,91    | 24.      | 3:17,19    | 28.        |

1. ↑  A 4. futamban Sébastien Gattuso helyett Jean-François Calmes szerepelt.

* - egy másik csapattal azonos eredményt ért el